# Grumman X-29
Die Grumman X-29 ist ein Experimentalflugzeug mit negativ gepfeilten Tragfläche. Teile des Rumpfes wurden von der F-5 Tiger (bzw. der aus der F-5 hervorgegangenen einmotorigen F-20) übernommen. Ebenso flossen aus Kostengründen Teile der F-16 und der F-18 ein. Das Flugzeug selbst wurde für den Notfall mit einem speziellen Bremsschirm zur Beendigung kritischer Flugzustände ausgestattet. An den Lufteinlässen des Triebwerks sind bewegliche Vorflügel montiert (vergleichbar z. B. mit denen des Eurofighter Typhoon, so genannte „Canards“) und dahinter die negativ gepfeilten Tragflächen, d. h. die Tragflächen sind nach vorne abgewinkelt.
Der Vorteil der negativen Pfeilung der Tragflächen liegt in einer besseren Manövrierfähigkeit, höheren möglichen Anstellwinkeln durch größeren Auftrieb und einer niedrigen Abrissgeschwindigkeit. Dem Problem der hohen Torsionskräfte wird durch den Einsatz von Verbundwerkstoffen begegnet.
Als russisches Gegenstück zur X-29 begann bei Suchoi die Entwicklung und Erprobung der Su-47.

## Geschichte

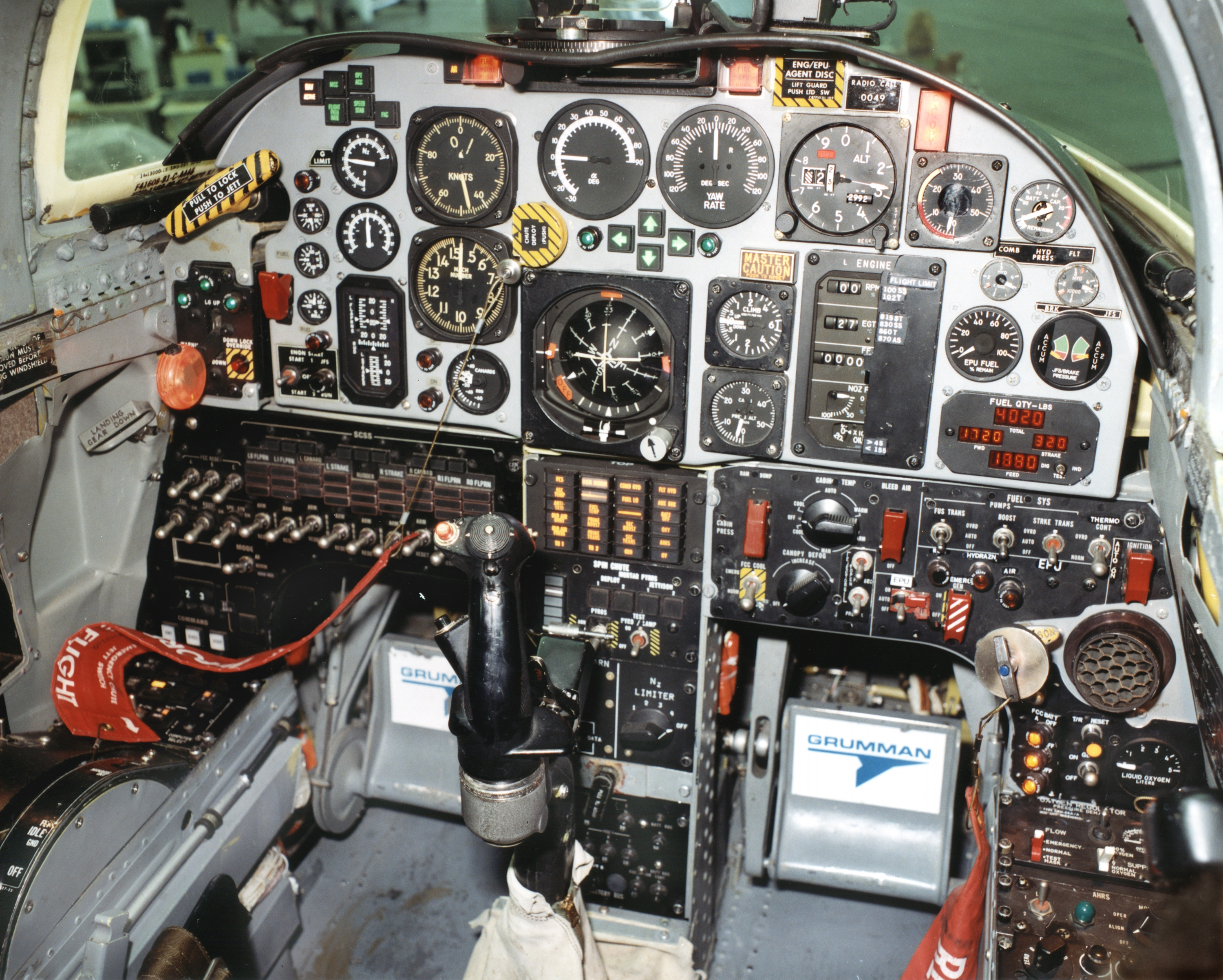
Das Cockpit der X-29

Die erste X-29 A (No. 82-0003) absolvierte ihren Jungfernflug mit Testpilot Charles „Chuck“ A. Sewell am 14. Dezember 1984. Am 13. Dezember 1985 fand mit diesem Modell der erste Überschallflug eines Flugzeugs mit vorwärts gepfeilten Tragflächen statt; insgesamt absolvierte das erste Modell 242 Flüge. Die Versuche mit dem sogenannten „Forward Swept Wing Demonstrator“ verliefen erfolgreich und ein zweiter Prototyp wurde gebaut. Mit diesem gelang im Jahr 1990 erstmals ein Anstellwinkel von 66° (die Steuerungselektronik des Vorgängers ließ lediglich 24° zu). Dies wurde – abgesehen von der Bauweise – durch ein Computersystem ermöglicht, das die Steuerungsflächen des Flugzeugs bis zu 40 Mal in der Sekunde korrigierte. Allerdings war das US-Verteidigungsministerium nicht weiter an einer Fortführung der Testreihen interessiert, so dass das X-29-Programm 1992 nach insgesamt 437 Flügen eingestellt wurde.
Bekannt wurde die X-29 durch die in den 1980er-Jahren aufgelegte Spielzeug- und Zeichentrickserie Ring Raiders. Einer der Protagonisten ist mit einer fiktiv bewaffneten und grellbunt bemalten Version dieses Typs ausgestattet.

## Technische Daten

Dreiseitenriss

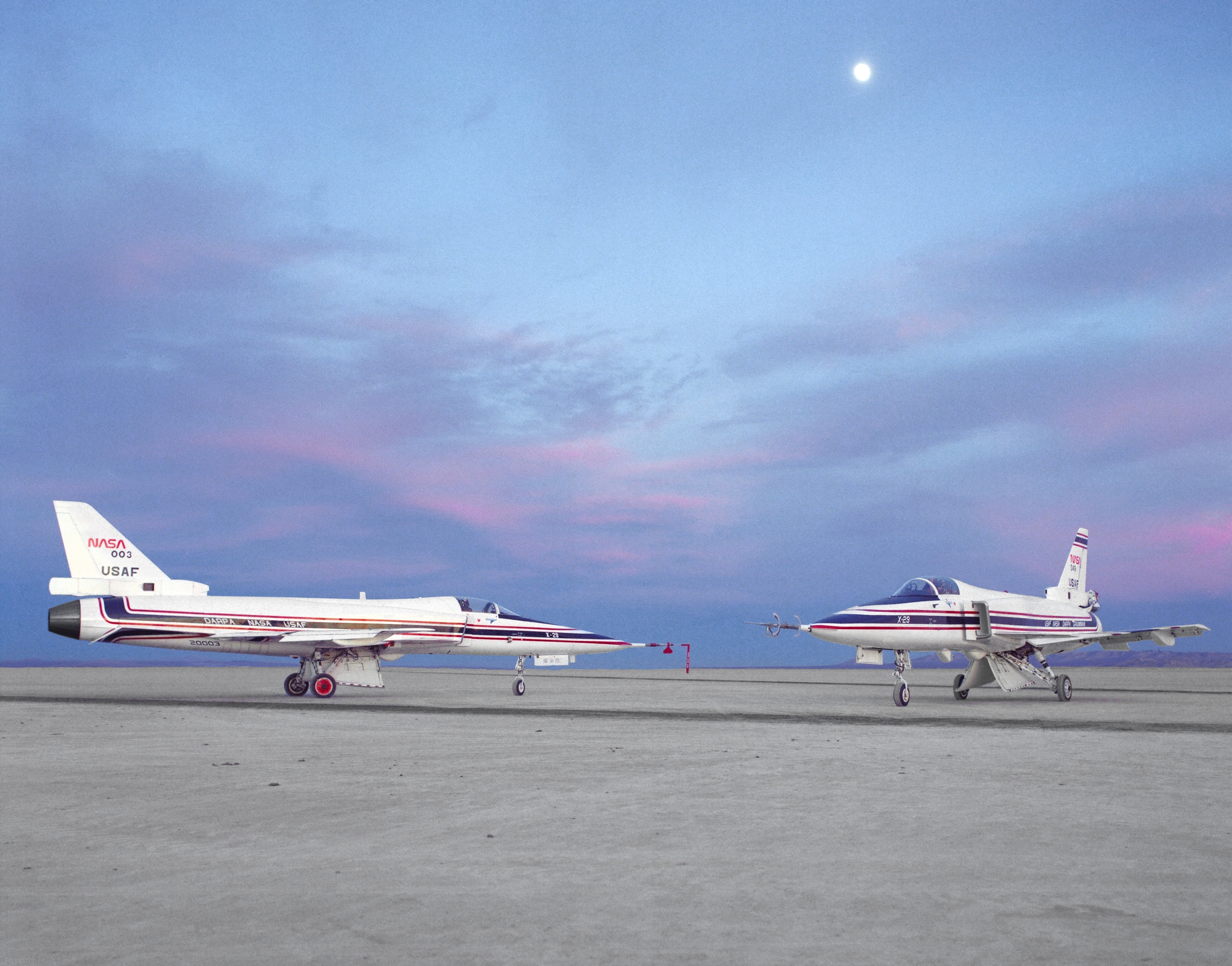
Die zwei Grumman X-29

| Kenngröße             | Daten                                                                 |
| --------------------- | --------------------------------------------------------------------- |
| Besatzung             | 1                                                                     |
| Länge                 | 14,66 m                                                               |
| Spannweite            | 8,25 m                                                                |
| Höhe                  | 4,27 m                                                                |
| Flügelfläche          | 17,54 m²                                                              |
| Flügelstreckung       | 3,9                                                                   |
| Leermasse             | 6.169 kg                                                              |
| Startmasse            | 7.983 kg                                                              |
| Zuladung              | 1.810 kg                                                              |
| Triebwerk             | 1× Mantelstromtriebwerk General Electric F404-GE400 mit 71,2 kN Schub |
| Höchstgeschwindigkeit | 1.800 km/h                                                            |
| max. Flughöhe         | 16.800 m                                                              |
| Reichweite            | 560 km                                                                |